# India Chattisgarh International 2023
Die India Chattisgarh  International 2023 im Badminton fanden vom 31. Oktober bis zum 5. November 2023 in Raipur statt. Es war die zweite Auflage der Turnierserie.

## Medaillengewinner
| Disziplin    | Gold                                      | Silber                                   | Bronze                                         |
| ------------ | ----------------------------------------- | ---------------------------------------- | ---------------------------------------------- |
| Herreneinzel | Sathish Kumar Karunakaran                 | Ravi Ravi                                | Danylo Bosniuk                                 |
| Herreneinzel | Sathish Kumar Karunakaran                 | Ravi Ravi                                | Chirag Sen                                     |
| Dameneinzel  | Unnati Hooda                              | Tasnim Mir                               | Rakshitha Sree Santhosh Ramraj                 |
| Dameneinzel  | Unnati Hooda                              | Tasnim Mir                               | Ira Sharma                                     |
| Herrendoppel | Chaloempon Charoenkitamorn Thanawin Madee | Sirawit Sothon Natthapat Trinkajee       | Dhruv Rawat Chirag Sen                         |
| Herrendoppel | Chaloempon Charoenkitamorn Thanawin Madee | Sirawit Sothon Natthapat Trinkajee       | Narut Saengkham Pannawat Theerapanitnun        |
| Damendoppel  | Tidapron Kleebyeesun Nattamon Laisuan     | Ashwini Bhat Shikha Gautam               | Supamart Mingchua Pattaraporn Rungruengpramong |
| Damendoppel  | Tidapron Kleebyeesun Nattamon Laisuan     | Ashwini Bhat Shikha Gautam               | Priya Konjengbam Shruti Mishra                 |
| Mixed        | Sathish Kumar Karunakaran Aadya Variyath  | Dingku Singh Konthoujam Priya Konjengbam | Chayanit Joshi Kavya Gupta                     |
| Mixed        | Sathish Kumar Karunakaran Aadya Variyath  | Dingku Singh Konthoujam Priya Konjengbam | Phatharathorn Nipornram Nattamon Laisuan       |